# Osredek (Cerknica, Slovenija)
Osredek je naselje u slovenskoj Općini Cerknici. Osredek se nalazi u pokrajini Notranjskoj i statističkoj regiji Notranjsko-kraškoj. 

## Stanovništvo
Prema popisu stanovništva iz 2002. godine naselje je imalo 61 stanovnika.